# Ectoparassiticida
Un ectoparassiticida è un farmaco antiparassitario utilizzato nel trattamento di infestazioni da Parassiti Questi farmaci sono utilizzati per uccidere i parassiti che vivono sulla superficie del corpo.
Permetrina, zolfo, lindano, DDT (insetticida), benzoato di benzile, ivermectina e crotamitone sono ben noti ectoparassiticidi.